# Helius selectus
Helius selectus är en tvåvingeart som beskrevs av Alexander 1936. Helius selectus ingår i släktet Helius och familjen småharkrankar. Inga underarter finns listade i Catalogue of Life.